# 克萊鎮區 (密蘇里州拉法葉縣)
克萊鎮區（英語：Clay Township）是位於美國密蘇里州拉法葉縣的一個行政鎮區。

## 地方資料
克萊鎮區的面積為253.44平方千米，當中陸地面積為247.74平方千米，而水域面積為5.70平方千米。根據2020年美國人口普查的數據，當地共有人口4,853人，而人口密度為每平方千米19.1人。